# NGC 3669
NGC 3669 је спирална галаксија у сазвежђу Велики медвед која се налази на NGC листи објеката дубоког неба.
Деклинација објекта је + 57° 43' 17" а ректасцензија 11h 25m 26,5s. Привидна величина (магнитуда) објекта NGC 3669 износи 12,4 а фотографска магнитуда 13,1. Налази се на удаљености од 31,5000 милиона парсека од Сунца. NGC 3669 је још познат и под ознакама UGC 6431, MCG 10-16-135, CGCG 291-67, IRAS 11226+5759, PGC 35113.